# It's Not Christmas Till Somebody Cries
It's Not Christmas Till Somebody Cries è un singolo della cantante canadese Carly Rae Jepsen, pubblicato il 30 ottobre 2020.

## Descrizione
Il brano mette in relazione aspettative e realtà sul periodo natalizio in un contesto familiare.

## Video musicale
Il video musicale del brano è stato reso disponibile il 2 dicembre 2020.

## Tracce
1. It's Not Christmas Till Somebody Cries – 2:52